# Уолт Фолкнър
Уолт Фолкнър (на английски: Walt Faulkner) е американски автомобилен състезател, пилот от НАСКАР, Формула 1 и състезания със серийни автомобили.
Започва кариерата си като пилот на състезателни коли-джуджета, като се състезава за тима на „Еделброк рейсинг“. През 1950 година става първият „новобранец“, който печели пол-позишън в дебюта си на пистата в Индианаполис Мотор Спидуей.
Има 5 участия във Формула 1 (всички са на пистата Индианаполис Мотор Спидуей), като тръгва 1-ви на старта през 1950 година – завършва 7, а най-високото му класиране е отново на Индианаполис Мотор Спидуей – през 1955 година стартира 7-и, а завършва 5-и.
Загива в автомобилно състезание със серийни автомобили „USAC“, на 22 април 1956 година, в Калифорния, САЩ.